# Erina Yamane
Erina Yamane (山根 恵里奈, Yamane Erina, Hiroshima, 20 december 1990) is een Japans voetbalster die als doelman speelt bij Real Betis.

## Carrière

### Clubcarrière
Yamane begon haar carrière in 2009 bij TEPCO Mareeze. Ze tekende in 2012 bij JEF United Chiba. In zes jaar speelde zij er 92 competitiewedstrijden. Ze tekende in 2017 bij Real Betis.

### Interlandcarrière
Yamane nam met het Japans nationale elftal O20 deel aan het WK onder 20 in 2008 en 2010.
Yamane maakte op 15 januari 2010 haar debuut in het Japans vrouwenvoetbalelftal tijdens een wedstrijd tegen Chili. Zij nam met het Japans elftal deel aan het Aziatisch kampioenschap 2014 en Aziatische Spelen 2014. Japan behaalde goud op de Aziatisch kampioenschap en zilver op de Aziatische Spelen. Zij nam met het Japans elftal deel aan de wereldkampioenschappen vrouwenvoetbal in 2015 en Japan behaalde zilver op de Spelen. Ze heeft 26 interlands voor het Japanse elftal gespeeld.

## Statistieken
| Japans vrouwenvoetbalelftal | Japans vrouwenvoetbalelftal | Japans vrouwenvoetbalelftal |
| Jaar                        | Wed.                        | Dlp.                        |
| --------------------------- | --------------------------- | --------------------------- |
| 2010                        | 1                           | 0                           |
| 2011                        | 0                           | 0                           |
| 2012                        | 0                           | 0                           |
| 2013                        | 3                           | 0                           |
| 2014                        | 9                           | 0                           |
| 2015                        | 5                           | 0                           |
| 2016                        | 3                           | 0                           |
| 2017                        | 2                           | 0                           |
| 2018                        | 0                           | 0                           |
| 2019                        | 3                           | 0                           |
| Totaal                      | 26                          | 0                           |